# یوجی ماچی
یوجی ماچی (انگلیسی: Yūji Machi؛ زادهٔ ۸ اوت ۱۹۶۲) صداپیشه اهل ژاپن است.